# مغازه خودکشی (فیلم)
مغازه خودکشی (فرانسوی: Le Magasin des suicides) یک انیمیشن فرانسوی محصول سال ۲۰۱۲ به نویسندگی و کارگردانی پاتریس لوکنت است که بر اساس رمانی به همین نام نوشته ژان تولی ساخته شده است.
این فیلم در ۱۶ مه ۲۰۱۲ در فرانسه منتشر شد.